# 風機過濾機組

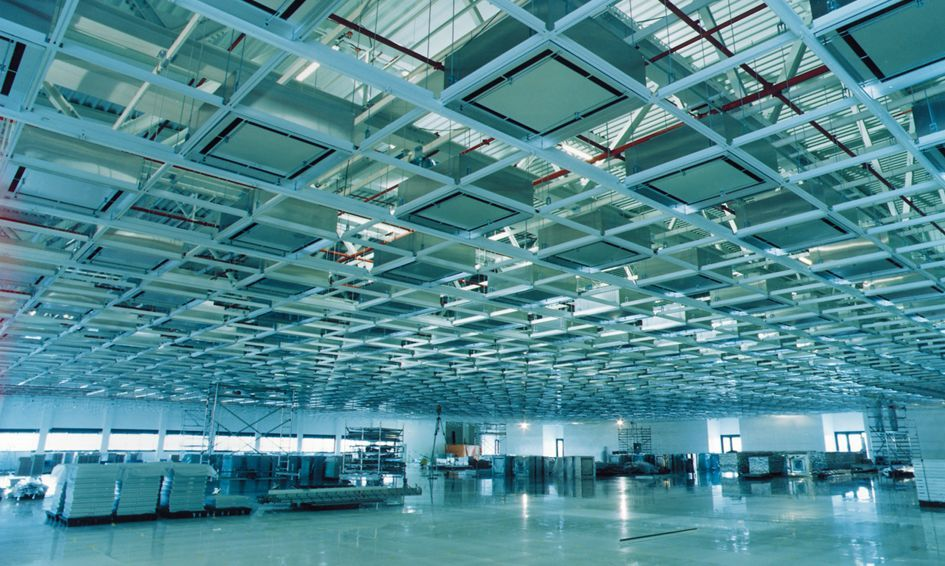
於微電子生產用無塵室之天花板骨架安裝風機過濾機組

風機過濾機組(英文: Fan Filter Unit，簡稱: FFU)，是一種結合送風機與高效濾網(HEPA/ULPA)氣流循環與過濾之無塵室潔淨設備，主要是用來過濾來自作業場所空氣中所存在有害空氣中的粉塵顆粒，提供潔淨之空氣。FFU的無塵室大致可分層流型(laminar)與紊流型(turbulent)無塵室兩大類，層流型都在Class 1000以下，而紊流型無塵室則是在Class 1000以上；主要安裝於無塵室天花板上及機台上方，或網格地板內安裝此設備，提供無塵室與機台所需之氣流循環與空氣濾淨；在台灣，使用此設備大致採送風式居多。
設備之使用環境大多為半導體、電子資訊、航太、製藥、生物工程、醫療、食品、實驗室等高產業領域,而這些領域之生產環境皆具備嚴苛的高要求。FFU之經常使用由於在空間中有一定高度限制，設置較小的內部地板尺寸的唯一系統。此外，若涉及小於20的過濾器時，則風扇供電HEPA，FFU之設計往往被認為是可比傳統的管道式供給系統來得更便宜。